# Dendropanax oblanceatus
Dendropanax oblanceatus là một loài thực vật có hoa trong Họ Cuồng cuồng. Loài này được Proctor mô tả khoa học đầu tiên năm 1967.